# Lathyrus miniatus
Lathyrus miniatus là một loài thực vật có hoa trong họ Đậu. Loài này được M. Bieb. ex Steven miêu tả khoa học đầu tiên năm 1856.